# Simoselaps bertholdi
Simoselaps bertholdi är en ormart som beskrevs av Jan 1859. Simoselaps bertholdi ingår i släktet Simoselaps och familjen giftsnokar och underfamiljen havsormar. Inga underarter finns listade i Catalogue of Life.
Arten förekommer i centrala, västra och södra Australien. Den lever i öknar med glest fördelad växtlighet, i hedområden, i torra buskskogar, i öppna torra skogar som domineras av släktet Banksia samt på sanddyner vid havet. Individerna jagar ödlor. Honor lägger ägg.
För beståndet är inga hot kända och populationen antas vara stabil. IUCN listar arten som livskraftig (LC).